# Volta Blanche
Pour les articles homonymes, voir Volta.
 (novembre 2014).
Si vous disposez d'ouvrages ou d'articles de référence ou si vous connaissez des sites web de qualité traitant du thème abordé ici, merci de compléter l'article en donnant les références utiles à sa vérifiabilité et en les liant à la section « Notes et références ».
La Volta Blanche (appelée Nakembé ou Nakambé au Burkina Faso) est une rivière d'Afrique de l'Ouest qui coule au Burkina Faso et au Ghana.
Avant la construction du barrage d'Akosombo, le fleuve Volta était issu du confluent entre la Volta Blanche et la Volta Noire. Ce confluent est aujourd'hui submergé par le lac Volta, dans lequel se jettent la Volta Blanche et la Volta Noire.

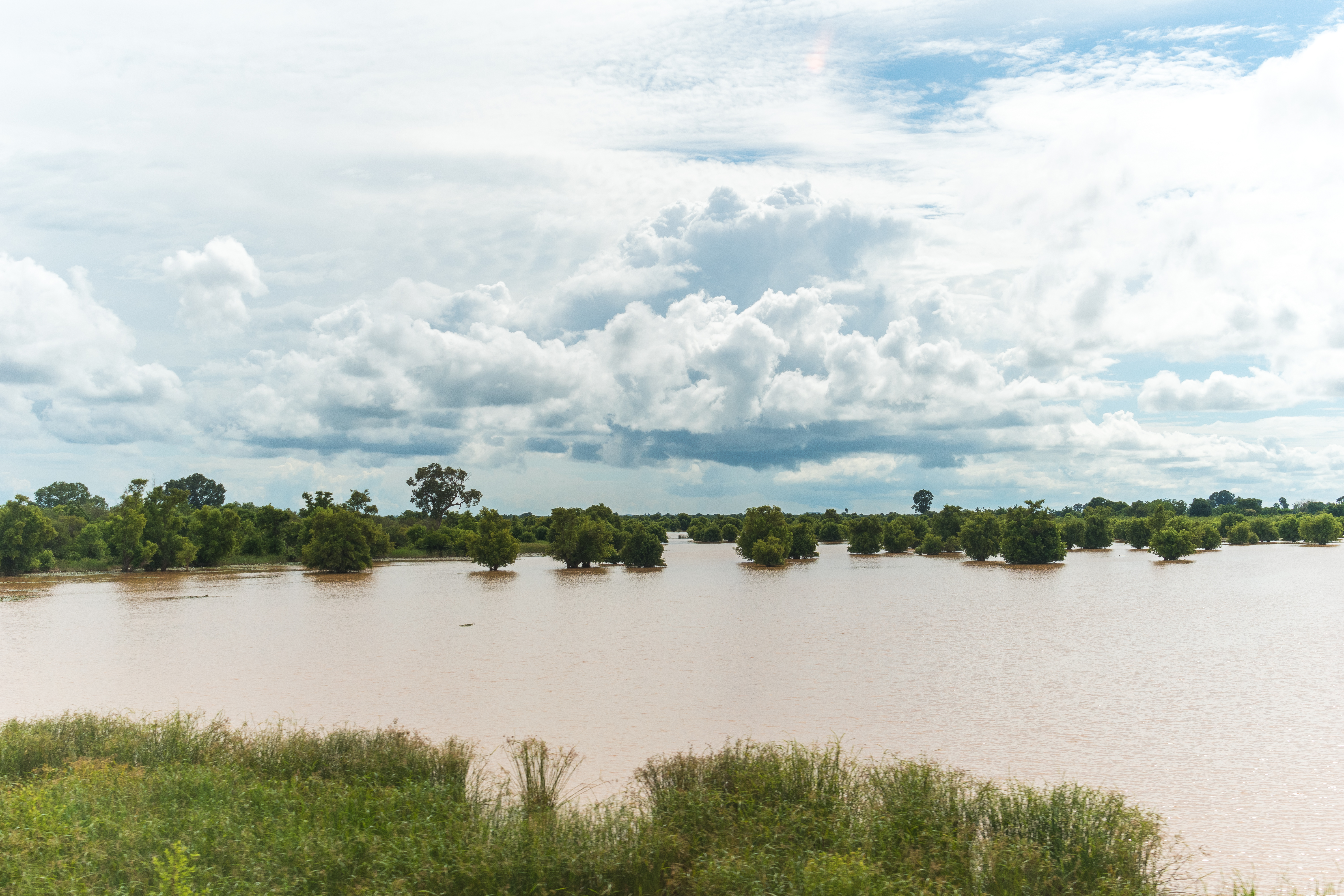
Fleuve Nakambé